# Monasterio de San Ramón (Portell)
El monasterio de San Ramón de Portell, conocido como el Escorial de la Segarra, se encuentra situado en el pueblo español de San Ramón, en la comarca catalana de la Segarra (Lérida).
Fue declarado monumento histórico-artístico en el año 1980.

## Historia
El monasterio fue fundado por la Orden de la Merced en el siglo XIII en la antigua capilla de San Nicolás, lugar donde según la tradición fue enterrado en 1240 San Ramón Nonato, con el nombre de priorato de San Nicolás de Manresana.
El convento fue ampliado entre los años 1597 y 1625. Más tarde el papa Urbano VIII autorizó el culto a San Ramón en el año 1628, la veneración del santo fue creciendo y se realizó la gran ampliación bajo el mandato de Pedro de Salazar en 1675, con la advocación de San Ramón Nonato. Después de la exclaustración de 1835, volvieron los mercedarios para establecer una escuela de su orden en el año 1897.

## Edificio
La construcción comprende tres grandes edificios: el convento del año 1675; la iglesia del siglo XVIII y el nuevo convento del año 1802.
La iglesia de estilo barroco consta de una sola nave, con cúpula sobre el crucero, la nave está cubierta con bóveda de cañón y con capillas laterales sobre las cuales hay una galería con balcones.
El retablo del altar mayor es obra del escultor ausetano, Pere Costa y fue realizado en el año 1741. En la capilla de San Ramón se encuentra el mausoleo del santo.
Por iniciativa del obispo de Solsona Pedro Nolasco Mora, se iniciaron las obras del nuevo convento en el año 1798, lo más destacable es el claustro de estilo neoclásico, con dos pisos de galerías, la primera de arco de medio punto y cubiertas con bóveda de arista y la del segundo piso con balcones de arcos escarzanos decorados con motivos geométricos.